# Manfred Wichmann

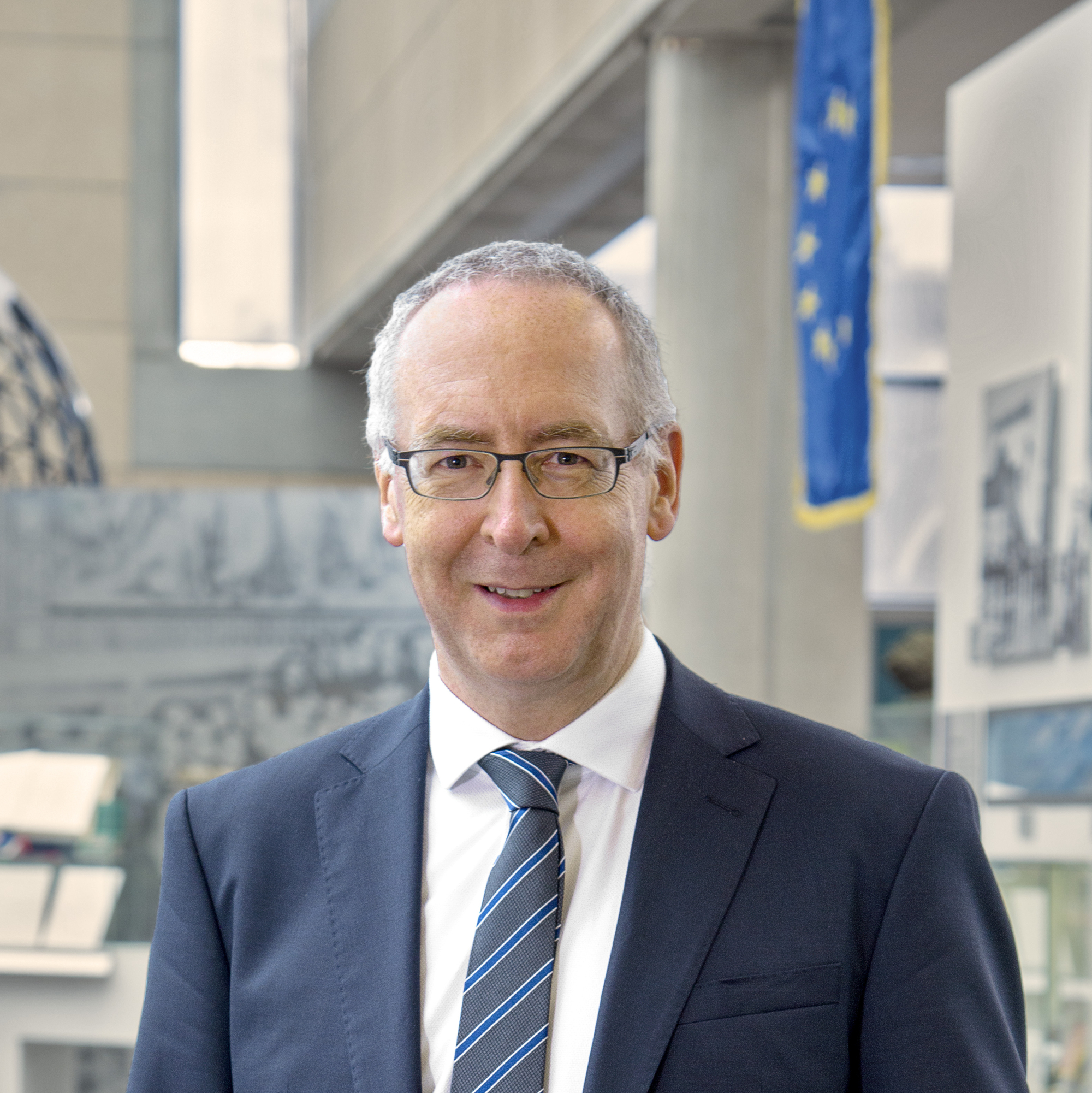
Manfred Wichmann

Manfred Wichmann (* 13. Dezember 1971 in Rotenburg (Wümme)) ist ein deutscher Historiker und Autor. Als Sammlungsdirektor der Stiftung Haus der Geschichte der Bundesrepublik Deutschland ist er seit Mai 2022 Nachfolger von Dietmar Preißler.

## Werdegang
Nach dem Abitur am Ratsgymnasium Rotenburg nahm er ein Magister-Studium der Mittleren und Neueren Geschichte, Politologie und Publizistik- und Kommunikationswissenschaften an der Georg-August-Universität in Göttingen auf, das er später an der Universität La Sapienza in Rom und in Berlin an der Freien Universität und der Humboldt-Universität fortsetzte. 2013 wurde er an der Freien Universität mit einer Arbeit über die Gesellschaft zum Studium des Faschismus promoviert.
Ab 2002 war er im Archiv des kurz zuvor eröffneten Jüdischen Museums Berlin in der Sammlungsdokumentation und Archivpädagogik tätig. Als Projektleiter und Kurator gestaltete er die Dauerausstellung des 2010 eröffneten Jüdischen Museums Cohn-Scheune in Rotenburg (Wümme).
Seit 2012 verantwortete er als Kurator die Einrichtung des neuen Arbeitsbereichs Sammlungen und Archiv bei der Stiftung Berliner Mauer. Den Aufbau der Sammlungsbestände mit Originalobjekten und Konvoluten der Teilungsgeschichte verband er mit einer Digitalstrategie und Open-Access-Projekten im Internet. Aus den Sammlungsbeständen entstanden mehrere Publikationen zur Berliner Mauer und zum Notaufnahmelager Marienfelde. Er kuratierte mehrere Ausstellungen, vorrangig zum deutsch-jüdischen Kulturleben und zur Geschichte der deutschen Teilung.

## Publikationen (Auswahl)

### Als Autor
- Flucht und Ankommen. 70 Objekte und ihre Geschichten aus dem Notaufnahmelager Marienfelde. Berlin 2023, ISBN 978-3-96289-187-9.
- Waldemar Pabst und die Gesellschaft zum Studium des Faschismus (1931–1934). Berlin 2013, ISBN 978-3-931034-15-3.

### Als Herausgeber
- Jüdisches Leben in Rotenburg. Begleitbuch zur Ausstellung in der Cohn-Scheune, Heidenau 2021 (Erstauflage 2010).
- mit Isabel Posselt und Gerhard Sälter: Inszeniertes Leid. Das Gedenken an die Maueropfer im West-Berlin des Kalten Krieges. Berlin 2021.
- mit Gerhard Sälter: Am Rand der Welt. Die Mauerbrache in West-Berlin in Bildern von Margret Nissen und Hans W. Mende. Berlin 2018.
- mit Johannes Fülberth u. a.: Historische Interventionen. Festschrift für Wolfgang Wippermann zum 70. Geburtstag. Berlin 2015.
- mit Lydia Dollmann: Fotografieren verboten! Die Berliner Mauer von Osten gesehen. Mit Aufnahmen und Erinnerungen von Gerd Rücker. Berlin 2015.

### Online-Beiträge
- Die Grenze filmen. In: Die DDR im Schmalfilm – Blicke aus der Forschung auf die Open-Memory-Box. 2022.[8]
- mit Hanno Hochmuth: „In Verbindung bleiben“. Kassiber über die Mauer hinweg. In: Chronik der Mauer. 2021.[9]